# Abbaye de Bonnesaigne
L’abbaye de Bonnesaigne (dédiée à la Vierge Marie et aussi appelée abbaye Notre-Dame de Bonnesaigne) est une ancienne abbaye bénédictine, qui était située sur l'actuelle commune de Combressol, en Corrèze. 

## Historique
Elle aurait été fondée en 730, mais le premier document conservé à en faire mention est un bref apostolique du pape Alexandre III, qui remonte à 1165. En 1759, l'abbaye est transférée à Brive, où la communauté s'éteint pendant la Révolution ; la dernière abbesse, Françoise Green de Saint-Marsault, y meurt en 1805. Rien ne subsiste aujourd'hui des bâtiments abbatiaux.

## Liste des abbesses
- 1165-1174 : Jovite[3]
- 1174-1182 : Flore
- 1182-1182 : Marguerite Ire de La Jugie de Maussac
- 1182-1184 : Almodie Ire de Saint-Jal
- 1184-1190 : Matabrune de Ventadour
- 1190-1200 : Almodie II de Scorailles
- 1200-1208 : Agnès de Tulle
- 1208-1212 : Marthe I de Chabannes
- 1212-1220 : Almodie III
- 1220-1235 : Marie-Gaillarde de Ventadour
- 1235-1249 : Marie Ire de Beaumont
- 1249-1263 : Gaillarde Ire de Robert de Lignerac de Saint-Jal
- 1263-1275 : Etiennette de Chabannes († 1276)[4]
- 1275-1285 : Marthe II de Châteauneuf (et de Saint-Germain-les-Belles)[5]
- 1285-1292 : Adélaïs de Ventadour (Ahélis, Hélie ou encore Hélis de Valle, de Val-Tuvâ)[6]
- 1292-1307 : Alix de Ventadour[7]
- 1307-1326 : Blanche Ire de Ventadour[8]
- 1326-1347 : Blanche II de Ventadour[9]
- 1347-1349: Almodie IV de Robert de Lignerac de Saint-Jal († 25 juillet 1361)[10]
- 1349-1350 : Gaillarde II de Robert de Lignerac de Saint-Jal[11]
- 1350-1361 : Marguerite II de La Jugie d'Eyrein[12]
- 1361-1365 : Gaillarde-Roberte Ire de La Juigie de Blauge[13]
- 1365-1380 : Dauphine Ire d’Anglars[14]
- 1380-1400 : Gaillarde-Roberte II de La Juigie de Blauge[15]
- 1400-1434 : Gaillarde-Roberte III de La Juigie de Blauge[16]
- 1434-1469 : Dauphine II de Chabannes-Charlus[17]
- 1469-1470 : Anne Ire de Maumont de Fromental[18]
- 1470-1505 : Blanche II de Gimel
- 1505-1518 : Marguerite III de Gimel
- 1518-1555 : Marie II de Saint-Chamant
- 1555-1556 : Marguerite IV de Livron d'Objat
- 1556-1605 : Catherine Ire de Chabannes-Curton
- 1605-1651 : Gabrielle de Montboissier de Beaufort-Canillac
- 1651-1683 : Anne II de Montmorin de Montars
- 1683-1704 : Claudine de Lévis-Ventadour
- 1704-1747 : Catherine II de Cordeboeuf de Beauverger de Montgon
- 1747-1758 : Marie III Gabrielle de Saint-Chamant
- 1758-1780 : Léonarde-Gabrielle d’Ussel de Châteaumorand
- 1780-1792 : Françoise-Gabrielle Green de Saint-Marsault du Verdier[19]